# Syrphetodes cordopennis
Syrphetodes cordopennis is een keversoort uit de familie Ulodidae. De wetenschappelijke naam van de soort is voor het eerst geldig gepubliceerd in 1893 door Broun.